# Confesiones de mujeres de 30
Confesiones de mujeres de 30 (original en portuguès Confissões de Mulheres de 30) és una obra de teatre escrita pel brasiler Domingos de Oliveira, adaptada al castellà per Yolanda García Serrano i dirigida per l'argentina Lía Jelín. Les intèrprets foren Anabel Alonso, María Pujalte i Cati Solivellas. Es tracta d'una obra cínica i ràpida, mescla de music-hall, teatre intimista i circ. Fou estrenada al teatre Juan Bravo de Segòvia el 23 de maig de 2002. El juliol de 2002 fou estrenada al Teatro Barakaldo i el gener de 2003 al Teatro Lara de Madrid.

## Argument
L'autor ha concebut la peça com a collage de monòlegs en to de comèdia, amb cert tint de cabaret que mostra les inquietuds que fan témer les dones quan superen la barrera psicològica dels 30 anys. És un atac contra l'avorriment i la falta d'humor on tres actrius parlen de l'amor, del desamor i del sexe expressant-se amb la mateixa cruesa amb què el farien en privat, com va precisar l'adaptadora Yolanda García Serrano.

## Repartiment
- Anabel Alonso
- María Pujalte
- Cati Solivellas

## Premis
Anabel Alonso va rebre el Fotogramas de Plata 2002 a la Millor actriu de teatre.